# Lukuledi (Bezirk)
Lukuledi ist ein Verwaltungsbezirk (englisch Ward) des Distrikts Masasi in der tansanischen Region Mtwara.

## Geografie
Lukuledi liegt im Südosten von Tansania etwa 20 Kilometer nördlich der Distrikthauptstadt Masasi, der Hauptort ist die gleichnamige Kleinstadt. Die Grenze im Norden bildet der Fluss Lukuledi. Der Bezirk grenzt im Norden an die Region Lindi, im Osten an die Bezirke Chikukwe und Chikunja, im Süden an Temeke und im Westen an Chiwale und Mpanyani. Bei der Volkszählung 2022 lebten 13.019 Menschen in 3985 Haushalten auf einer Fläche von 92 Quadratkilometern.

## Gliederung
Der Bezirk besteht aus vier Gemeinden (Mtaa) mit 25 Orten (Kitongoji):
| Lukuledi A - Bondeni - Warioba - Madukani - Chiungutwa - Shuleni - Mapinduzi - Ghalani | Lukuledi B - Kilimani Hewa - Nambarapi - Texasi - Mission - Mbuyuni - Kibo - Azimio - Demuni | Mraushi - Mraushi A - Mraushi B - Mwangawaleo A - Mwangawaleo B - Masonga | Mkolopola - Kilimani - Miembeni - Ofisini - Msikitini - Shuleni |

## Infrastruktur
- Bildung: Die Lukuledi Secondary School ist eine staatliche weiterführende Schule. Sie bietet eine Ausbildung bis zur 4. Stufe für Tages- und Internatsschüler an.[8] Die bischöfliche Fürstenberg-Realschule Recke sammelte bei ihrem Weihnachtsbasars 2022 für den Bau eines Labors in der Mädchenschule in Lukkuledi.[9]
- Verkehr: Durch den Bezirk verläuft eine nicht asphaltierte Regionalstraße von Masasi im Süden nach Nachingwea im Norden.[10]